# 阿古斯蒂娜·阿尔贝塔里奥
阿古斯蒂娜·阿尔贝塔里奥（西班牙語：Agustina Albertario，1993年1月1日—），阿根廷女子曲棍球运动员，2015年泛美运动会女子银牌得主、2019年泛美运动会女子金牌得主、2020年夏季奥林匹克运动会女子银牌得主、2024年夏季奥林匹克运动会女子铜牌得主。